# Nemopistha pinheyi
Nemopistha pinheyi là một loài côn trùng trong họ Nemopteridae thuộc bộ Neuroptera. Loài này được Tjeder miêu tả năm 1967.